# Spiridon Louis
Spiridon Louis (Marousi, Grecia, 12 de enero de 1873 – 26 de marzo de 1940), conocido como "Spyros", fue un corredor griego que ganó la medalla de oro en la maratón de las primeras Olimpiadas de la era moderna en 1896. Louis, cuya preparación como deportista había sido muy limitada, venció a varios corredores de renombre internacional y al principal favorito griego Kharilaos Vasilakos, que había ganado la prueba de maratón en los Juegos Panhelénicos, convirtiéndose en un héroe nacional al obtener la única victoria griega en atletismo.
Louis era vendedor de agua en las calles de Atenas, que a la sazón no contaba aún con sistema de agua potable. Fue seleccionado por el coronel Papadiamantopoulos,[cita requerida] quien había sido su superior durante el servicio militar, para participar en el evento que se realizaba por primera vez.

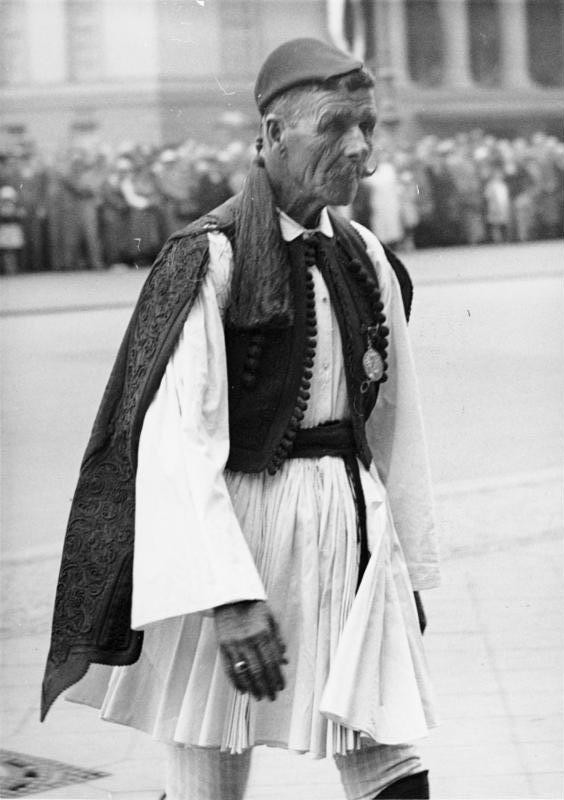
Spiridon Louis en 1936.

Superando a Albin Lermusiaux y Teddy Flack, deportistas de renombre que habían obtenido medallas en las carreras de media distancia, Louis completó los 40 km de la maratón en 2 h, 58 min, 50 s.
Esta competición fue la única de carácter oficial que Louis llevó a cabo durante su vida. Tras los Juegos Olímpicos, se retiró a su pueblo natal a trabajar como granjero y luego como agente de policía.[cita requerida]

## Honores
- Fue presidente honorario de la delegación griega de los Juegos Olímpicos de Berlín en 1936.
- En el año 2004 se dio su nombre en su memoria al Estadio Olímpico de Atenas, escenario de las ceremonias y de las competiciones de atletismo de los Juegos Olímpicos de 2004.